# Doktor Dolittle i zielona kanarzyca
Doktor Dolittle i zielona kanarzyca (ang. Doctor Dolittle and the Green Canary) – powieść dla dzieci z 1950 roku napisana przez Hugh Loftinga.
Większa część powieści została wydrukowana w odcinkach w czasopiśmie New York Herald Tribune Syndicate w roku 1924. Hugh Lofting planował wydać e powieść w postaci książkowej, jednak nie zdoałał ukończyć redakcji książki przed swoją śmiercią w 1947 roku. Praca ta została ukończona przez siostrę jego żony, Olgę Michael.

## Zarys fabuły
Treść książki stanowi rozwinięcie fragmentów poprzedniej części przygód Doktora Dolittle - Opera Doktora Dolittle. Stanowi ona historię życia zielonej kanarzycy Pippinelli, która była główną solistką w ptasiej operze doktora Dolittle i na której losach było oparte libretto opery. Koleje życia kanarzycy, która zamieszkiwała jako zwierzę domowe u rozmaitych ludzi w rozmaitych miejscach (przydrożny zajazd, chata górnika, pałac markiza itp.) są dla autora pretekstem do przedstawienia realiów dziewiętnastowiecznej Anglii.